# بونفيتشينو
بونفيتشينو هيبلدية (كوميون) في مقاطعة كونيو في منطقة بيدمونت الإيطالية، وتقع على بعد حوالي 70 كيلومتر (43 ميل) جنوب شرق تورينو وحوالي 40 كيلومتر (25 ميل) شمال شرق كونيو. في 31 ديسمبر 2004، كان عدد سكانها 122 نسمة ومساحتها 7.2 كيلومتر مربع (2.8 ميل2). 
تقع بلدية بونفيتشينو على حدود البلديات التالية: بلفيديري لانغي، بوسولاسكو، دولياني، موراتسانو، سومانو.